# Покоління 98 року
Покоління 98 року (ісп. Generación del 98) —  літературне угрупування початку ХХ століття в Іспанії.
Назва походить від однойменного есе Асоріна написаного в 1913 році «Покоління 1898 року» («La generación del 1898»). В цьому році Іспанія зазнала поразки в іспансько-американській війні, втративши Кубу, Гуам, Пуерто-Рико, Філіппіни та декілька інших островів. Втрата заокеанських колоній означала кінець чотирьохсотрічної Імперії, в якій «ніколи не заходить сонце», та перетворення Іспанії в другорядну, провінційну країну. Усвідомлення цієї кризи стало потужним стимулом для розвитку національної самосвідомості і розквіту іспанської літератури та мистецтва.
Інтелектуали, що входили до цієї групи, відомі своєю критикою іспанських літературних та освітніх закладів, які, на їхню думку, характеризувалися конформізмом, невіглаством і відсутністю справжнього духу. Їхня критика була пов'язана з неприязню групи до руху Реставрації, що відбувався в іспанському уряді, і була тісно пов'язана з ним.

## Представники
Найвідоміші представники «покоління 98 року»:
- Асорін (1873—1967) — письменник, есеїст.
- Мігель де Унамуно (1864—1936) — філософ, письменник.
- Антоніо Мачадо (1875—1939) — поет.
- Хуан Рамон Хіменес (1881—1958) — поет.
- Вісенте Бласко Ібаньєс (1867—1928) — письменник, політичний діяч.
- Рамон Марія дель Вальє-Інклан (1866—1936) — письменник.
- Піо Бароха (1872—1956) — письменник.
- Хасінто Бенавенте (1866—1954) — драматург.
- Рамон Менендес Підаль (1869—1968) — науковець, драматург, письменник.
- Ґабрієль Міро (1879—1930) — письменник.